# Maullín
Maullín è un comune del Cile della provincia di Llanquihue nella Regione di Los Lagos. Al censimento del 2002 possedeva una popolazione di 15.580 abitanti.

## Società

### Evoluzione demografica
| Censimento del 1992 | Censimento del 2002 |
| 17.115 ab.          | 15.580 ab.          |